# Biblioteca Universitară din Helsinki

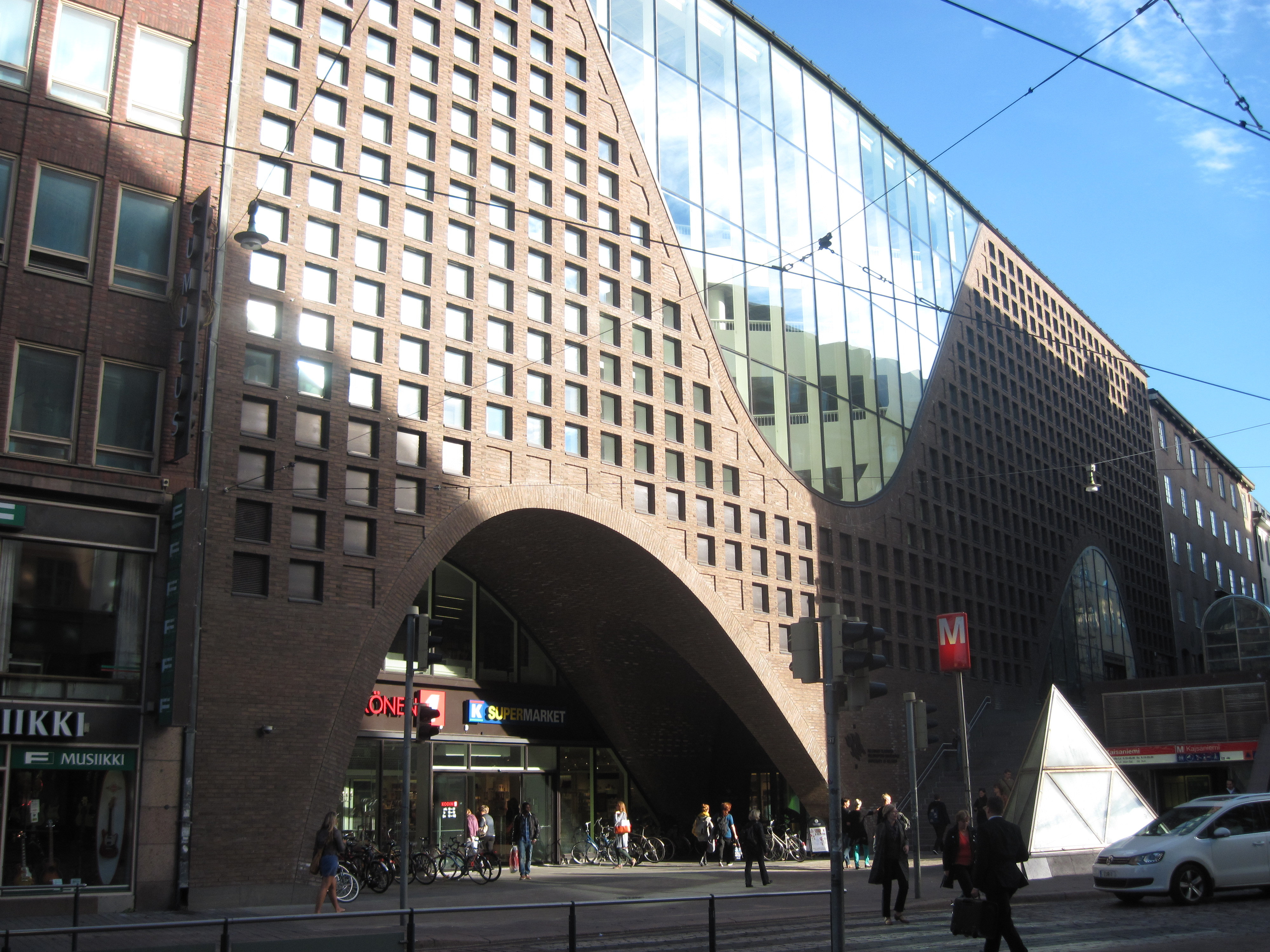
Clădirea Kaisa, unde se află sediul central al Bibliotecii Universitare din Helsinki

Biblioteca Universitară din Helsinki (în finlandeză Helsingin yliopiston kirjasto, în suedeză Helsingfors Universitets Bibliotek) este biblioteca universitară a Universității din Helsinki și cea mai mare bibliotecă de acest gen din Finlanda. Ea nu trebuie confundată cu Biblioteca Națională a Finlandei, care a purtat până în 2006 denumirea de Biblioteca Universitară din Helsinki.

## Constituire
Inițial, Biblioteca Națională a Finlandei era biblioteca centrală a Universității din Helsinki și până în 2006 a purtat denumirea de „Biblioteca Universitară”. După redenumirea ei ca „Biblioteca Națională”, diferitele biblioteci de specialitate, organizate descentralizat până atunci, au fost contopite în 2010 într-o nouă unitate, care a fost numită de atunci „Biblioteca Universitară”. Cu toate acestea, Biblioteca Națională continuă încă să fie o parte componentă a universității.
Cea mai mare parte a bibliotecilor specializate au fost adunate la un loc în 2012, când a fost finalizată construirea noii clădiri principale a Bibliotecii Universitare. Clădirea este situată în campusul central al universității din Kaisaniemi și se numește Kaisa-talo (clădirea Kaiso). În apropiere s-a aflat o sucursală numită Minerva, ale cărei colecții au fost mutate în clădirea principală în primăvara anului 2015. Alte filiale ale bibliotecii se află în cartierele Viikki, Meilahti și Kumpula.

## Inventariere și utilizare
Biblioteca Universității (fără Biblioteca Națională) are materiale tipărite care sunt așezate pe rafturi cu o lungime totală de 73,5 kilometri. Ea deține, de asemenea, aproximativ 26.500 de reviste electronice și 339.000 de cărți electronice. Există aproximativ 40.400 de utilizatori activi care împrumută sau reînnoiesc împrumutul a aproximativ 2,6 milioane de materiale în fiecare an (începând cu 2012). 

## Legături externe
- Site-ul oficial al Bibliotecii Universitare din Helsinki (finlandeză, suedeză, engleză)